# Obsjtina Gorna Orjachovitsa
Obsjtina Gorna Orjachovitsa (bulgariska: Община Горна Оряховица) är en kommun i Bulgarien.   Den ligger i regionen Veliko Tărnovo, i den centrala delen av landet, 200 km öster om huvudstaden Sofia.
Obsjtina Gorna Orjachovitsa delas in i:
- Vărbitsa
- Gorski dolen Trămbesj
- Dolna Orjachovitsa
- Draganovo
- Krusjeto
- Pisarevo
- Polikraisjte
- Pravda
- Părvomajtsi
- Strelets
- Jantra

Följande samhällen finns i Obsjtina Gorna Orjachovitsa:
- Gorna Orjachovitsa
- Părvomajtsi